# جو (لاعب كرة قدم)
جواو ألفيس دي أسيس سيلفا (بالبرتغالية: João Alves de Assis Silva‏) الشهير بجو (بالبرتغالية: Jô‏) مواليد 20 مارس 1987 في البرازيل، هو لاعب كرة قدم برازيلي لعب سابقاً مع منتخب البرازيل لكرة القدم كمهاجم. سبق له أن لعب في كأس العالم لكرة القدم مع منتخب بلاده. فاز بميدالية أوليمبية في مسابقة كرة القدم.

## وصلات خارجية
- جو على موقع الاتحاد الدولي (مؤرشف)  (الإنجليزية)
- جو على موقع اتحاد تركيا (لاعب) (الإنجليزية)
- جو على موقع رابطة كرة القدم اليابانية للمحترفين (اليابانية)
- جو على موقع قاعدة بيانات كرة القدم.إي يو (الإنجليزية)
- جو على موقع ليكيب (الفرنسية)
- جو على موقع ناشيونال فوتبول تيمز (الإنجليزية)
- جو على موقع Soccerbase.com (لاعب) (الإنجليزية)
- جو على موقع Soccerway.com (الإنجليزية)
- جو على موقع عالم كرة القدم.نت (الإنجليزية)
- جو على موقع أوليمبيديا (الإنجليزية)